# Oblast de Penza

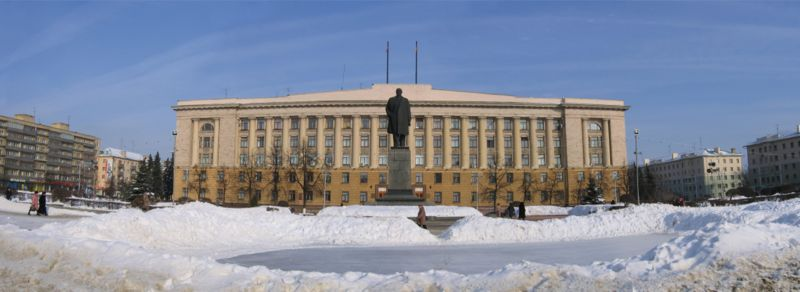
Siège de l'administration de l'oblast à Penza.

L'oblast de Penza (en russe : Пе́нзенская о́бласть, Penzenskaïa oblast) est un sujet de la fédération de Russie. Sa capitale administrative est la ville de Penza.

## Géographie
L'oblast de Penza s'étend sur 43 352 km2.

## Histoire
Penza fut fondée en 1663 comme une forteresse russe à la frontière des Champs sauvages d'Ukraine. Mais il existe des preuves de la présence sur le territoire de la ville d'établissements plus anciens.
En 1718, une province de Penza (en russe : Пензенская провинция, Penzenskaïa provintsia) fut formée dans le gouvernement de Kazan.
Le gouvernement de Penza fut d'abord érigé le 15 septembre 1780, mais il fut supprimé le 5 mars 1797, Penza devenant un simple centre d'ouiezd du gouvernement de Saratov.
Le 9 septembre 1801, le gouvernement de Penza fut rétabli et exista sans interruption jusqu'en 1928, l'année des grandes réformes administratives et territoriales en Union soviétique.
En 1928, le gouvernement de Penza fut supprimé et Penza devint le centre de l'okroug de Penza, rattaché d'abord au kraï central, puis au kraï de Kouïbychev. Le 27 septembre 1937, fut créée l'oblast de Tambov, au sein de laquelle Penza ne fut qu'un centre administratif de raïon.
Le 4 février 1939, un décret du Præsidium du Soviet suprême de l'Union soviétique divisa l'oblast de Tambov et créa l'oblast de Penza. Le mois suivant était créé le comité (obkom) du PCUS (B) de l'oblast de Penza ; le premier secrétaire du comité fut Alexandre Kabanov.

## Population et société

### Démographie
| 2002      | 2010      | 2016      | 2021      | - |
| --------- | --------- | --------- | --------- | - |
| 1 452 941 | 1 386 186 | 1 348 703 | 1 266 348 | - |

| Année | Fécondité | Fécondité urbaine | Fécondité rurale |
| ----- | --------- | ----------------- | ---------------- |
| 1990  | 1,82      | 1,63              | 2,34             |
| 1991  | 1,67      | 1,45              | 2,24             |
| 1992  | 1,50      | 1,31              | 1,95             |
| 1993  | 1,37      | 1,22              | 1,74             |
| 1994  | 1,34      | 1,21              | 1,67             |
| 1995  | 1,27      | 1,12              | 1,62             |
| 1996  | 1,19      | 1,07              | 1,47             |
| 1997  | 1,14      | 1,04              | 1,40             |
| 1998  | 1,15      | 1,05              | 1,38             |
| 1999  | 1,09      | 0,99              | 1,35             |
| 2000  | 1,11      | 1,00              | 1,36             |
| 2001  | 1,10      | 0,99              | 1,36             |
| 2002  | 1,15      | 1,05              | 1,42             |
| 2003  | 1,20      | 1,10              | 1,45             |
| 2004  | 1,20      | 1,10              | 1,45             |
| 2005  | 1,15      | 1,07              | 1,33             |
| 2006  | 1,17      | 1,09              | 1,36             |
| 2007  | 1,30      | 1,20              | 1,53             |
| 2008  | 1,36      | 1,25              | 1,63             |
| 2009  | 1,37      | 1,28              | 1,58             |
| 2010  | 1,37      | 1,29              | 1,59             |
| 2011  | 1,36      | 1,27              | 1,62             |
| 2012  | 1,48      | 1,38              | 1,77             |
| 2013  | 1,49      | 1,36              | 1,85             |
| 2014  | 1,53      | 1,42              | 1,86             |
| 2015  | 1,55      | 1,50              | 1,69             |
| 2016  | 1,50      | 1,45              | 1,66             |
| 2017  | 1,36      | 1,29              | 1,55             |
| 2018  | 1,35      | 1,27              | 1,59             |
| 2019  | 1,26      | 1,20              | 1,45             |

## Personnalités liées à l'oblast de Penza

### Naissance dans l'oblast
- Aristarkh Lentoulov (1882-1943), peintre russe avant-gardiste majeur du cubisme, qui a également travaillé dans les décors de théâtre.
- Guennadi Glakhteev (né en 1939), peintre russe.
- Viktor Skoumine (né en 1948), médecin russe, Professeur, docteur ès sciences[1].
- Natalia Lavrova (1964-2010), est une gymnaste russe.

### Mort dans l'oblast
- Nikolaï Ontchoukov (1872-1942), folkloriste, collecteur de contes, mort en détention.